# Андроник Дука (военачалник на Лъв VI)
Андроник Дука (на гръцки: Άνδρόνικος Δούκας/Δούξ, починал около 910 г.) е византийски военачалник и бунтовник при управлението на император Лъв VI Мъдри (управлявал 886 – 912 г.). Той е първият член на знаменитата фамилия Дука, който постига известност като успешен пълководец, а съперничеството му с могъщия евнух Самонас води до неговия бунт и евентуално дезертиране на страната на арабите през 906 – 907 г. Умира в изгнание в Багдад.

## Биография
Андроник Дука е първият виден член на фамилията Дука, чийто живот е известен с някои подробности.  Той вероятно е бил син на първия писмено засвидетелстван Дука – сановник, активен около 855 г., но нищо не се знае за произхода и ранния му живот. Андроник се появява за първи път в източниците през 904 г., когато вече е носител на високата титла патрикий и е военачалник. През ноември или декември същата година, заедно с Евстатий Аргир той води кампания срещу арабите и печели голяма победа над обединените сили на Мопсуестия и Тарс близо до Германекия. Александър Василиев предполага, че тази кампания вероятно е била водена като отмъщение за арабското разграбване на Солун, вторият по големина град на Византийската империя, няколко месеца по-рано. Вероятно след победата си той е повишен в ранг доместик на схолите, т.е. главнокомандващ на армията на империята. .</ref> През 906 г. му е наредено да отиде на запад до брега на Егейско море, за да обедини силите си с флота, командван от Химерий, за да се изправи срещу голяма арабска морска експедиция. Андроник обаче не пожелава да се подчини, страхувайки се за безопасността си: той получил писма от Константинопол, предупреждаващи го, че Химерий е получил заповед да го залови и ослепи. Всъщност хронистите разказват, че тези писма са били изпратени чрез машинациите на евнуха Самонас, влиятелния шамбелан на Лъв VI от арабски произход. Самонас таял лична обида към семейство Дука, откакто синът на Андроник Константин го заловил по време на опит за бягство към родните му земи няколко години по-рано. Многократните молби на Химерий да се присъедини към него само направили Андроник още по-подозрителен и той твърдо отказал да се качи на кораба му. В този случай Химерий напуснал със собствените си сили и на 6 октомври осигурил голяма победа над арабския флот. При новината за това Андроник, страхувайки се от наказание за това, че не се е подчинил на заповедите на императора, се оттегля на изток със семейството и подчинените си хора и превзема крепостта Кавала, близо до Икония.
Там той издържал около шест месеца, докато Лъв изпратил новия доместик на схолите, Григорий Иверицес, роднина по сватова линия на Дука, за да го убеди да се предаде. Въпреки това, когато Андроник чува новината за свалянето от власт на своя приятел патриарх Николай Мистик (февруари 907 г.), на когото възлагал надежди за посредничество, той решил да избяга и поискал помощ от арабите. В средата на пролетта на 907 г. арабски сили се притекли на помощ и разбили лагера около Кавала. Ескортирани от арабите, Андроник и семейството му пресичат границата, стигайки първо до Тарс и накрая до столицата на Абасидите Багдад. Бягството на Андроник Дука представлява особен епизод: няколко учени, като Александър Василиев и Ромили Дженкинс, го смятат за доказателство за истински заговор срещу Лъв VI, който включвал патриарх Николай Мистик и може би също адмирал Евстатий Аргир. Други, като Деметриос Полемис и Шон Тоугър, отхвърлят тази интерпретация и обясняват епизода от гледна точка на съперничеството с могъщия Самонис. Те смятат действията на Андроник за чисто отбранителни по характер и наложени от неговата несъстоятелна позиция след отказа му да сътрудничи на Химерий.
Въпреки дезертирането на Андроник – или поради него, като се има предвид, че Лъв Триполит и Дамян Тарски, най-опасните противници на Византия по това време, са били византийски ренегати – Лъв VI е решен да го върне обратно. Личните симпатии също изиграват роля: Лъв VI очевидно е бил привързан към своя военачалник и дори написал стихотворение, оплакващо неговото дезертиране.  Впоследствие императорът изпраща на Андроник тайно съобщение, което гарантира безопасното му завръщане, което било скрито в свещ . Самонас обаче успява да уреди то да попадне в ръцете на везира на халифа, дискредитирайки по този начин военачалника в очите на арабите. След това Андроник бил затворен в Багдад и принуден да приеме исляма. Вероятно скоро след това е починал там.  Синът му Константин, от друга страна, скоро успява да избяга от Багдад и да се върне във Византия, където е помилван от Лъв VI и му е поверено висшето военно командване.

## Наследство
Кариерите както на Андроник, така и на Константин, който през 913 г. също направил неуспешен опит да спечели трона, който му коствал живота, влизат в народната легенда и отчасти вдъхновяват епичната поема Дигенис Акрит. 